# Det tekniske Selskab
Det tekniske Selskab var en selvejende institution, der spillede en hovedrolle i etableringen af tekniske skoler i København i 1800-tallet. Det blev oprettet 18. september 1843 og har oprettet den skole, der i dag hedder Københavns Tekniske Skole.
Selskabet finansierede i dette år oprettelsen af snedkermester Lasenius Kramps Tekniske Institut – den første tekniske skole i hovedstaden, som blev selskabet skaffede støtte i form af statsbidrag, bidrag fra fonde, Haandværkerforeningen og enkelte lav. Selskabet blev hurtigt dominerende i København.
Men i årenes løb gjorde sig andre anskuelser gældende med hensyn til håndværkerdannelsen, og der rejstes en modstand mod Teknisk Instituts tegneundervisning. Denne bevægelse skabte 1868 den Ny Haandværkerskole, der nåede til 1875-76 at have 431 elever. Den mellem disse to skoler opståede konkurrence fremkaldte en reorganisation af Det tekniske Selskab, der under påvirkning af Industriforeningen optog spørgsmålet om dannelsen af en ny industri- og håndværkerskole, der kunne samle i sig de to større skoler og enkelte særlige fagskoler.
Med kaptajn V.A. Thalbitzer som skoleforstander begyndte 1876 en ny periode i håndværkeruddannelsen i Det tekniske Selskabs Skole, der 1. oktober 1881 kunne flytte ind i en for 475.000 kr. opført ny statelig bygning i Ahlefeldtsgade, tegnet af Ludvig Fenger. Samtidig blev den Ny Haandværkerskole på en generalforsamling slået sammen med Det tekniske Selskabs Skole, der konstituerede sig på ny 24. marts 1875. En midlertidig bestyrelse, der skulle udarbejde nye love for selskabet, bestod da af gehejmeråd C.C. Hall, universitetsbogbinder D.L. Clément, direktør Philip Schou, arkitekt Vilhelm Klein og cand.jur. Camillus Nyrop. Der var dog en vis modstand mod Industriforeningens indblanding, hvilket sås på generalforsamlingen 30. maj, dar valgte den ny bestyrelse, der bestod af C.C. Hall, tømrermester H.H. Kayser, D.L. Clément, fabrikant Severin Jensen, murermester S.P. Beckmann og malermester C.B. Lübschitz. Industriforeningens repræsentanter blev altså udstemt.
Selskabet blev nedlagt 1978. Samtidig skiftede skolen navn til det nuværende.
Skolebygningen fra 1881 huser nu Det Internationale Gymnasium, der er en del af Niels Brock. Som følge af vejomlægninger er adressen nu Linnésgade 2.